# Paul Robinson
Paul William Robinson (Beverley, 15. listopada 1979.) je bivši engleski nogometni vratar.
Robinson je u Hrvatskoj poznat po golu koji je primio u susretu protiv reprezentacije Hrvatske na Maksimirskom stadionu, odigranog 11. listopada 2006. godine. 
Kod rezultata 1:0 za Hrvatsku, Robinson je primio drugi gol promašivši loptu koju mu je u šesnaestercu pokušao dodati Gary Neville. Engleski mediji primljeni pogodak koji je primio nazvali the most freaky goal, a neki su ga nazvali jednim od najsramotnijih primljenih golova u povijesti engleskog nogometa.